# جيمس أبلتون
جيمس أبلتون هو ضابط وسياسي أمريكي، ولد في 1786 في Ipswich, Massachusetts ‏ في الولايات المتحدة، وتوفي في 25 أغسطس 1862. نشط حزبياً في الحزب الفيدرالي الأمريكي. وقد انتخب عضو مجلس نواب مين ‏.